# 運転士
運転士（うんてんし）とは、

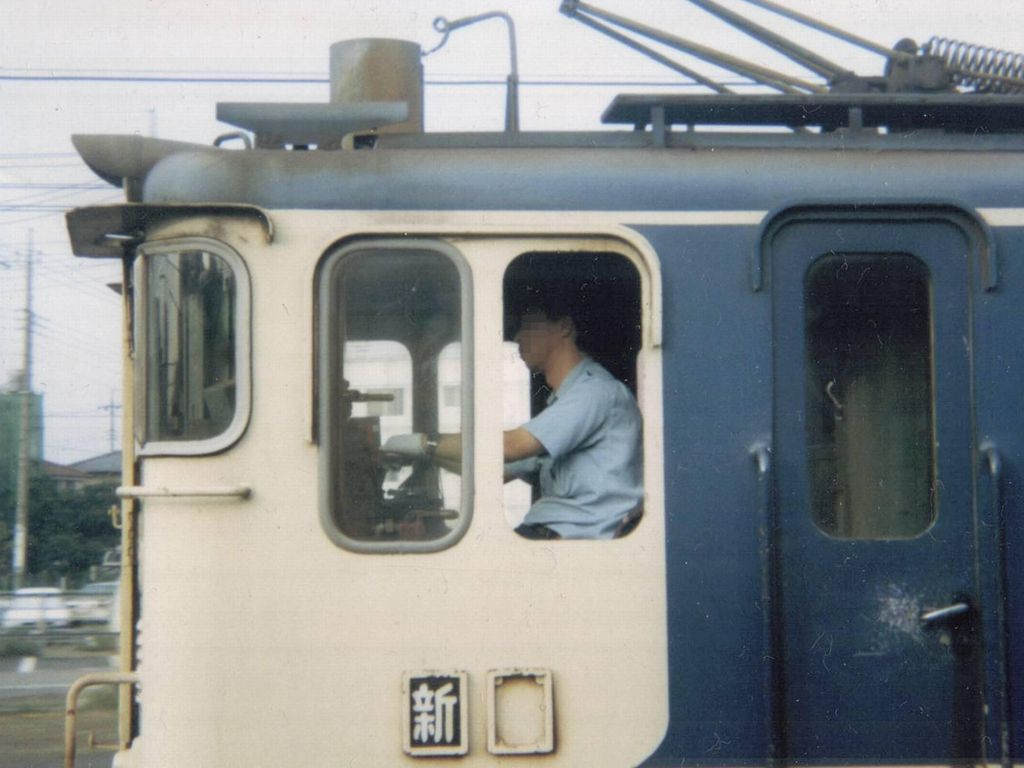
EF65の機関士

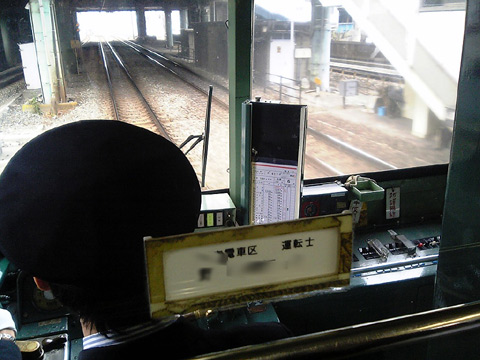
西日本旅客鉄道（JR西日本）の運転士。運転席後ろに運転士の所属基地と氏名を表記した名札が掲示されている。担当交代の際には名札も挿し替えられる

- 電車・気動車の運転をつかさどる鉄道職員[要出典][1][2]。
- 営業用バスの運転者[3]。
- 船舶の操作をつかさどる海員[1]。
- 機械などを操縦する職業操縦技能者のこと。

基本的にその資格を持った者でないと運転することが許されない場合が多い。
鉄道では、ウテシと略して呼ばれることがある（電報略号に由来）。「◯◯（苗字）ウテ」のように略されることもある。
学研教育総合研究所が2024年に行った小学生の「将来の職業」ランキングでは、男子の部門で「YouTuberなどのネット配信者」、「警察官」、「その他スポーツ選手（野球・サッカー・水泳以外）」に次ぐ第4位に「運転士」がランクインしており、男女合わせたランキングでも「歌手・アイドル」と同率の第8位となっている。

## 鉄道の運転士
世界各国に鉄道運転士がいる。国ごとに免許制度が異なっている。
また、運転する車両によって、あるいは事業者（運営者）によっては、異なる職名が付けられている場合がある。
機関車を運転する職員は「機関士」という。

### ヨーロッパの鉄道
ヨーロッパの鉄道では2004年1月に2か国以上の国際路線に乗務する運転士を対象とする欧州機関士免許が導入された（採用国の国内での免許や資格の補完）。

### 日本の鉄道
日本の鉄道の運転士は、国土交通省より運転免許が交付される。行政的には「運転手」と呼ばれることが多い。
鉄道運転士になるには高校、専門学校、大学等を卒業後、鉄道会社に就職し、駅員や車掌を経験した後、免許を取得するのが一般的である。
待遇については事業者の規模や地域によって大きな差がある。
給料BANK (2024)によると、電車運転士の平均給料は33万円、生涯賃金は2億2704万円とされており、これは気象予報士、化粧品メーカー社員、トラック運転手、レジャー系企業社員と同額である。また、新幹線運転士は平均給料42万円、生涯賃金2億8896万円で、これは一級建築士、外交官、現場監督（建設業）、銀行員と同額で高額となっている。

## バスの運転士

### ヨーロッパのバス
欧州連合(EU)のバスでは定員8人までので車両総重量3,500 kgまでの四輪車であればBクラス免許で運転可能であるが、これを超える場合にはDグループ（Dl、DlE、D、DEのいずれか）の運転免許が必要である。EUの免許制度ではトラックの運転免許（Cl、ClE、C、CEに区分されるCグループ）とバスの運転免許（Dl、DlE、D、DEに区分されるDグループ）は明確に区分されており、Cグループの免許でバスを運転したり、Dグループの免許でトラックを運転することはできない。
なお、バスやトラックを運転する場合にはEUの運転免許とは別に、各国のドライバー資格が必要である。

### 日本のバス

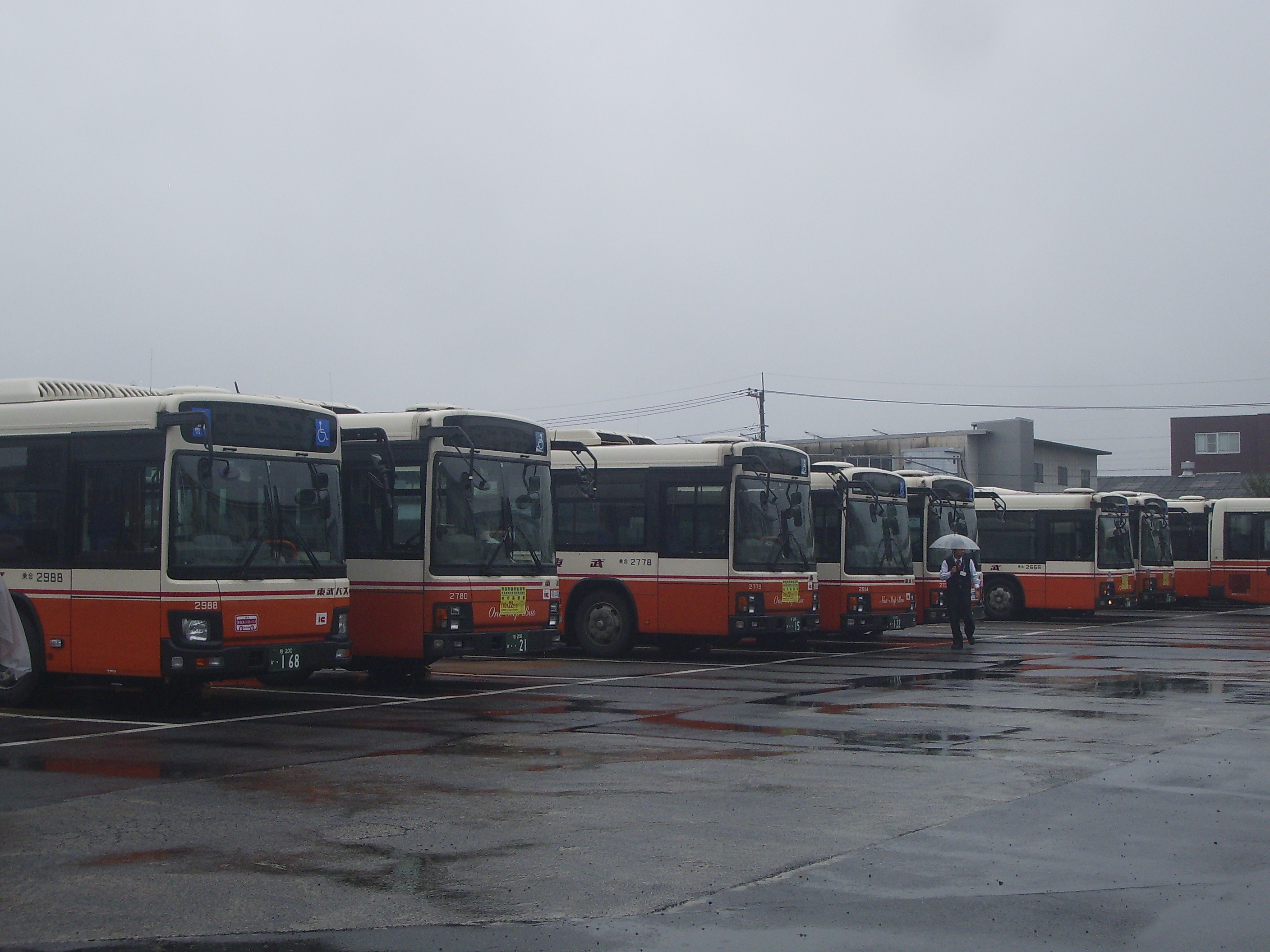
東武バスイースト（現・東武バスセントラル）西柏営業事務所の敷地内に並ぶバス車両

日本のバスでは、一般乗合旅客自動車事業もしくは一般貸切旅客自動車事業において、その自動車を運転操作するものに対し「バス（旅客自動車）運転士」の呼称が用いられる。ただし、行政的には「運転手」と呼ばれることが多い。バス運転士になるには、大型自動車第二種免許（小型バスであれば中型自動車第二種免許）を取得し、各社が実施する採用試験に合格する必要がある。日本のバス事業者は中途採用者の比率が高いのが特徴である。
主に、乗合バス（路線バス）・ 貸切バス（観光バス）・ 特定輸送（送迎バス）があり、運転士はそれらを運行する公営（例：東京都交通局）または民間（例：西日本鉄道）の事業者に属する公務員か会社員である者が多い（事業者は圧倒的に民間が多く、日本のバス路線の大半は営利企業によって維持されている）。一般的には鉄道に準じた運転士、乗務員の社内呼称が用いられる。なお、ごく一部ではサービス・クルー（東急バス）やハイウェイパイロット（WILLER EXPRESS）といった片仮名の社内呼称を使用する事業者もあるが、一般的には浸透していない。多くの事業者で制服および制帽の着用が義務付けられている（ただし地球環境保護の観点から夏季はクールビズを実施している事業者が多い）。
日本の一般路線バスは乗務員として運転士のみが乗車するワンマン運転であることがほとんどである。ワンマン運転の場合、運転士は運転操作のほか、ワンマン機器の操作、車内放送（自身による肉声放送もしくは車内放送用機器の操作）、乗客が乗降する自動ドアの開閉操作、運賃収受や回数乗車券販売、ICカード取扱なども行う。運行中に発生する突発的な事態（通行止めによる迂回、悪天候、故障、火災、急病人、遺失物、その他不測の事態等）にも基本的には運転士一人で対応にあたることとなる。冷静な判断力、集中力、立席の乗客にも配慮した非常に高度な運転技術、障害者や高齢者を含む幅広い利用者のニーズに対応したサービス（ベビーカーや車椅子利用者の介助、聴覚障害者への筆談対応等）、車両構造、安全運行、地理、関連法規に関する知識など、総合的な業務遂行能力・多種多様なスキル、そして奉仕の心が求められる職種であり、人命を預かる絶対にミスが許されない仕事でもある。近年では車内転倒事故を防止するためのマイク活用やCS向上に向けたより質の高いより親切な接客が求められている。
事業の特性上、服務規律は厳格である事業者が多い。
長時間運行する場合、改善基準告示に定められた連続運転時間を遵守するため、仮眠室付きの車両でツーマンでの運行となる場合がある。
貸切バスやはとバス等の定期観光バスの場合、バスガイドとのペアで乗務することがある。この場合、バックカメラ付きの車両でも後退時の誘導はガイドが行うことが通例である。　
乗務の他に、車両の点検、軽整備、燃料・油脂類・AdBlue等の補給、洗車、掃除等も運転士の業務であることが多い（車両担当制の事業者も数多くある）。
路線バス（乗合）と観光バス（貸切）を兼務している（両方の乗務員に記載）運転士も数多くいる。一部では、運転士兼運行管理者という者もいる。
バス運転士におけ女性比率は1%台と極めて低く、男性中心の職業である（防犯上の観点等から敬遠される傾向がある）。
バスジャック等のテロやトラブルに巻き込まれるリスクもあるため、バス事業者各社は警察と連携し定期的に訓練を実施している。新宿西口バス放火事件（1980年）や西鉄バスジャック事件（2000年）は社会に大きな影響を与えた。
社会に欠かせない公共交通に携わるエッセンシャルワーカーであるが、近年では不規則な長時間労働、労務や責任の重さに見合わない賃金、大型自動車第二種免許保有者の減少や免許保有者の高齢化、若者の車離れ等を原因とする人材不足が社会問題化しており、現在従事している運転士の犠牲によりある程度維持できている地域の足も2024年問題による大幅なダイヤ削減により減便、廃止に歯止めがかからなくなっていることが連日報道されている。貸切バスも例外でなく、修学旅行のバスが手配できない等、観光にも影響が出ている。日本バス協会の試算によると2030年に全国で3万6000人のバス運転士が不足するとされている。
2023年には金剛自動車が運転士不足を原因に事業撤退に追いやられるという前代未聞の事態に陥った。
2025年日本国際博覧会におけるシャトルバス運転士不足も大きな問題になっている。
大手私鉄系バス事業者の分社化やバス事業規制緩和が始まる前の2000年代初頭まで、バス運転士は安定して高い賃金を得られる花形職種であり、私鉄系や公営事業者では年収1000万円を超えるケースも珍しくなく、見合った賃金により安定的に人材が確保できていた。平成中盤頃のバス業界のリストラブーム以降は、京都市交通局や大阪市交通局のように一部の公営事業者でも賃金カットや民営化を行い、人件費削減を住民に大々的PRするケースがみられた。さいたま国際バスや東急トランセのように、一度分社化した事業者が再度吸収されたケースも多々ある。業界が抱える問題が徐々に明るみになってきた近年では、事業者経営努力や労働組合の活動により賃金が回復基調にある事業者も数多くあるが、依然として元の水準には達していない。事業者の規模（規制緩和により零細事業者が増加した）、地域間の格差も大きくなっている。また、社会的価値の高い仕事であることから、使命感や意欲があり、誇りを持って仕事に取り組む者に対する、いわゆるやりがい搾取のような一面が見られるケースもある。近年、国内ではワーク・ライフ・バランスの推進や春闘での大幅な賃上げが話題になっているが、バス業界ではいずれもそれほど浸透しておらず、他業種との格差拡大が懸念されている。それどころか年次有給休暇の未消化、改善基準告示に違反する休日出勤、違法な労務管理が常態化しているのが現実である。運転士の大幅な賃上げ・待遇改善は待ったなしの状況であるが、バス業界や政策が現状を反省しどう変化していくのか、今後の動向が社会全体から注目されている。
この他、バス運転士が敬遠される要因に、カスタマーハラスメントの増加が挙げられる。運転士のプライバシー対策として2023年には車内名刺の掲示義務が廃止された。さらに、国際興業等の大手を含む一部の事業者ではパワーハラスメント等の職場内の問題が発生している。
バス運転士になるハードルは運転免許制度の改正や前述の要員不足により、以前と比べやや下がっている。しかし、鉄道業界のような専門の教育課程が存在せず入社後に独学で学ばなければならないことが多く、また各自のセンスに委ねられる部分もあり、定着率は極めて低い。日本バス協会によると採用後5年以内に約半数が離職するという。ほとんどの事業者では指導運転士による実技指導は行っているものの、座学は（新人以外も含め）現場での乗務経験がない総合職社員や社外コンサルのスタッフにより形式的に指導されるケースが多い。軽井沢スキーバス転落事故（2016年）や静岡観光バス横転事故（2022年）のようにノウハウが身についていない運転士による重大事故も発生している。
近年では茨城交通のように大学卒業者の新卒採用をする事業者も増えている（幹部候補としての採用もある）。
優良な運転士の中には国家資格（必置資格）である運行管理者資格（旅客）等を取得し、営業所長等の管理職にキャリアアップする者もいる。2012年に関越自動車道高速バス居眠り運転事故が発生し、バスの安全性が問題視されて以降、運行管理者試験の合格率は概ね30%台と以前より大幅に低下しており、こちらはかつてに比べると狭き門となっている。一部の事業者では、管理職になっても賃金が上がらない（あるい時間外が減って下がる）ケースもある。また、運転士が不足しているときには管理職がバスに乗務することもある。
ネガティブな面ばかりが報道されがちであるが、経営基盤の安定した大手系事業者に若いうちに入社し年功を重ねれば、労務の対価として見合っているかどうかは別として、生涯賃金はさほど悪くないとの見方もできる（国の統計やメディア等で公表される平均年収には中高年になってからの中途採用者や定年後の再雇用者、規制緩和で増大した零細事業者、白ナンバーも含まれてしまっているため）。また、景気に左右されにくい、年齢を重ねてもも仕事を継続しやすいというメリットもある。さらに前述の通り、資格を取得し現場たたき上げの管理職としてキャリアアップし、運行管理、交番編成、ダイヤ作成、安全教育、運輸安全マネジメント等の様々な業務に携わることもできる。一部では、既存の事業者で実務を学んだ後、自ら新規の事業者を起業する者もいる。
給料BANK (2024)によるとバス運転士の平均給料は32万円、生涯賃金は2億2016万円とされており、これは通関士、セキュリティポリス、看護師、百貨店社員等と同額である。
バス業界は2020年頃からの新型コロナウイルス感染拡大期に大きな打撃を受け、運転士の収入にも大きく影響することとなった。中には廃業に追いやられる事業者もあった。
2019年に輸送力の高い国産連接バス（いすゞ・エルガデュオ/日野・ブルーリボンハイブリッド連節バス）が発売された。運転士不足を補うため京王電鉄バスや川崎鶴見臨港バス等で導入されている。
バス車両メーカーでは運転士の負担軽減のため、2ペダルのAMTを搭載した車両を積極的に販売しているが、扱いにくさや故障の多さから現場での評価は低い。また、独特の挙動による車内転倒事故も発生している。
無事に安全運行することが職責であるため、小説やテレビドラマの題材にはなりにくいが、バス運転士が主人公である作品に『バスストップ』（2000年）がある。本作品は東武バス（当時は東武鉄道バス事業本部）の引退車両である本物の路線バス（いすゞP-LV314L、富士重工ボディ架装）を使用して撮影された（架空の東西バス豊洲営業所の車両として使用）。作中では乗務や点呼など、運転士の日常風景が描かれている（ただし、フィクションの作品であるため現実にはあり得ないシーンも多々見られる）。

## その他の動力機械の運転士
日本では一定の動力機械について免許制となっており労働局より交付される。
- クレーン・デリック運転士
- 移動式クレーン運転士
- 揚貨装置運転士

などであり、それぞれ吊り上げ荷重（又は制限荷重）が5 t以上のものを運転操作するためには、免許が必要である。